# Pavel Šedlbauer
Pavel Šedlbauer (* 16. června 1950) je český podnikatel v oblasti sklářského průmyslu a předseda představenstva FK Teplice.

## Život
Vystudoval Vysokou školu chemicko-technologickou v Praze (získal titul Ing.). Celý život pracuje ve sklářském průmyslu, od převzetí teplického Sklo Unionu belgickým Glaverbelem v roce 1991 byl jeho výrobním ředitelem. Je bývalým viceprezidentem evropské skupiny belgicko-japonské sklářské firmy AGC a zároveň stál v letech 2009 až 2017 v čele AGC Flat Glass Czech.
Působí ve statutárních orgánech FK Teplice – v letech 2004 až 2009 byl předsedou dozorčí rady, od roku 2009 je předsedou představenstva.
Pavel Šedlbauer žije ve městě Teplice. Je ženatý, má dceru a syna.

## Politická kariéra
Ve volbách do Senátu PČR v roce 2018 kandidoval jako nestraník za TOP 09 v obvodu č. 32 – Teplice. Se ziskem 6,26 % hlasů skončil na 5. místě.